# Liste der Kulturdenkmäler in Mossautal
Die folgende Liste enthält die in der Denkmaltopographie ausgewiesenen Kulturdenkmäler auf dem Gebiet  der Gemeinde Mossautal, Odenwaldkreis, Hessen.
Hinweis: Die Reihenfolge der Denkmäler in dieser Liste orientiert sich zunächst an Ortsteilen und anschließend der Anschrift, alternativ ist sie auch nach der Bezeichnung, der vom Landesamt für Denkmalpflege vergebenen Nummer oder der Bauzeit sortierbar.
Kulturdenkmäler werden fortlaufend im Denkmalverzeichnis des Landes Hessen durch das Landesamt für Denkmalpflege Hessen auf Basis des Hessischen Denkmalschutzgesetzes (HDSchG) geführt. Die Schutzwürdigkeit eines Kulturdenkmals hängt nicht von der Eintragung in das Denkmalverzeichnis des Landes Hessen oder der Veröffentlichung in der Denkmaltopographie ab.

Das Vorhandensein oder Fehlen eines Objekts in dieser Liste ist keine rechtsverbindliche Auskunft darüber, ob es Kulturdenkmal ist oder nicht: Diese Liste entspricht möglicherweise nicht dem aktuellen Stand der offiziellen Denkmaltopographie. Diese ist für Hessen in den entsprechenden Bänden der Denkmaltopographie Bundesrepublik Deutschland und im Internet unter DenkXweb – Kulturdenkmäler in Hessen einsehbar. Auch diese Quellen sind, obwohl sie durch das Landesamt für Denkmalpflege Hessen aktualisiert werden, nicht immer aktuell, da es im Denkmalbestand immer wieder Änderungen gibt.
Eine verbindliche Auskunft erteilt allein das Landesamt für Denkmalpflege Hessen.
Nutze diese Kartenansicht, um Koordinaten in der Liste zu setzen. In dieser Kartenansicht sind Kulturdenkmale ohne Koordinaten mit einem roten bzw. orangen Marker dargestellt und können in der Karte gesetzt werden. Kulturdenkmale ohne Bild sind mit einem blauen bzw. roten Marker gekennzeichnet, Kulturdenkmale mit Bild mit einem grünen bzw. orangen Marker.

## Kulturdenkmäler nach Ortsteilen

### Güttersbach
| Bild                    | Bezeichnung              | Lage                                              | Beschreibung | Bauzeit  | Objekt-Nr. |
| ----------------------- | ------------------------ | ------------------------------------------------- | --- | -------- | ---------- |
| Richtplatz im Kirchhof  | Richtplatz im Kirchhof   | Hüttenthaler Straße LageFlur: 9, Flurstück: 25    | Runde Steinbank um die Friedhofslinde im Kirchhof hinter dem Chor der Kirche, mit monolithem Steintisch, so genanntem Zenttisch. Der Überlieferung nach angeblich die Richtstätte eines Fehmgerichts, wahrscheinlicher wohl die Haingerichtsstätte des Dorfes, das bis 1511 zum Amt Freienstein, danach zum Amt Michelstadt zählte. |          | 11548 DDB  |
| Kindlesbrunnen          | Kindlesbrunnen           | Hüttenthaler Straße LageFlur: 9, Flurstück: 25    | Der auch Kirch- oder Kiliansbrunnen genannte Kindlesbrunnen liegt in der Ortsmitte zwischen dem Aufgang zur Kirche und dem Gasthaus Helm. Das ummauerte Becken, in das sich Wasser aus einem großen Auslass und drei Röhren ergießt, wurde in seiner heutigen Form 1910 erneuert. |          | 11549 DDB  |
| Wohnhaus                | Wohnhaus                 | Hüttenthaler Straße 39 LageFlur: 9, Flurstück: 20 | Einstöckiges traufständiges Fachwerkhaus auf hohem massiven Sockel mit Keller und Stall. Das von einem Satteldach mit einer modernen breiten Schleppgaube bedeckte Gebäude weist straßenseitig Verschindelung sowie eine einläufige Freitreppe zur Haustür auf. Am Kellereingang unter der Freitreppe ist das Haus datiert 1707 (?). Im Stallfenster ist ein Werkstück mit der Datierung 1608 wiederverwendet. |          | 11550 DDB  |
| Evangelisches Pfarrhaus | Evangelisches Pfarrhaus  | Hüttenthaler Str. 41 LageFlur: 9, Flurstück: 21   | Zweigeschossiger Steinbau auf hohem Kellersockel, mit zweiläufiger Freitreppe zur Haustür im ersten Wohnstock und bedeckt von einem Satteldach. Das repräsentative Gebäude wurde in der Zeit der späten Gotik errichtet. Am Portal bzw. am Kellerportal ist das Gebäude auf 1594 bzw. 1596 datiert. Das seitliche Kellerportal ist datiert auf 1777. Im Gewölbekeller ist eine Quelle gefasst, die unter der Kirche ihren Ursprung haben soll. Im Pfarrhaus aufbewahrt wird ein bei Hiltersklingen gefundener Stein, in dem ein Kreuz sowie eine menschliche Figur eingeritzt sind. Das genau Alter der Einritzungen ist unbekannt, sie stammen sicher aus der Zeit vor dem Dreißigjährigen Krieg und könnten sogar noch auf die früheste Zeit der Christianisierung im 7. Jahrhundert zurückgehen. | 1594/96  | 11551 DDB  |
| weitere Bilder          | Evangelische Pfarrkirche | Hüttenthaler Straße 43 LageFlur: 9, Flurstück: 24 | Die Pfarrkirche ist die älteste Kirche im südlichen Odenwaldkreis und wurde als Pfarrkirche der umliegenden Orte bereits 1290 erwähnt. Der Turm im Westen ist der älteste Teil der Kirche, sein Sockel stammt noch aus romanischer Zeit. Das Langhaus stammt im Kern aus der Zeit der frühen Gotik und erfuhr spätgotische Veränderungen. Der 1480 datierte, eingezogene rechteckige Chor und die Sakristei weisen ein Sterngewölbe auf. Die Kirche verfügt über eine Kanzel aus dem frühen 18. Jahrhundert, eine Orgel von 1740 sowie ein Glasfenster in der Sakristei, das im 19. Jahrhundert aus Teilen wesentlich älterer Glasfenster zusammengesetzt wurde. Im ehemaligen Kirchhof befinden sich ein spätgotisches Kruzifix von 1503 sowie zwei alte Grabmale des 18. Jahrhunderts. Die Bruchsteinmauer um den Kirchhof ist im Norden und Westen noch original erhalten und mit „Bischofsmützen“ abgedeckt. |          | 11547 DDB  |
| Bild gesucht BW         | Wohnhaus                 | In der Klinge 7 LageFlur: 11, Flurstück: 46       | Zweistöckiges, allseitig verschindeltes Fachwerkhaus aus der ersten Hälfte des 18. Jahrhunderts, an der südlichen Traufseite und am Nordwestgiebel mit Bleiglasfenstern. Zur Hofseite hin wurde das von einem Satteldach bedeckte Haus nachträglich aufgestockt, nach Süden hin wurde ein Anbau aus Backstein errichtet. | 18. Jhd. | 11546 DDB  |

### Hiltersklingen
| Bild                                  | Bezeichnung                           | Lage                                                                 | Beschreibung | Bauzeit | Objekt-Nr. |
| ------------------------------------- | ------------------------------------- | -------------------------------------------------------------------- | --- | ------- | ---------- |
| Wohnhaus                              | Wohnhaus                              | Am Dachsberg 49 LageFlur: 14, Flurstück: 57                          | Verschindeltes einstöckiges Fachwerkwohnhaus eines Dreiseithofs mit Satteldach, in starker Hanglage, erbaut um 1775. Die zum Hang hin gelegene Südhälfte des Hauses ist massiv unterkellert, die Westseite des Gebäudes ist massiv erneuert. Das Dach weist beidseitig breite Schleppgauben aus jüngerer Zeit auf. Von Seltenheit ist die original erhaltene Freitreppe, die auf ein Podest zum gepflasterten Hof führt. Zum Hof gehören ferner ein Laufbrunnen mit zwei Wannen von 1857 und Wirtschaftsgebäude, die im 19. Jahrhundert errichtet wurden.                                                                   | um 1775 | 11553 DDB  |
| Nees-Säule                            | Nees-Säule                            | Epschenhain LageFlur: 18, Flurstück: 8                               | Grabmals des gräflich Erbachischen Wildmeisters Georg Nees († 1828) und seiner Tochter Karoline († 1859). Das Grabmal soll 1865 auf der Burg Reichenberg gesetzt worden sein und ist heute mitten im Wald aufgestellt. Das Grabmal hat die Form einer umrankten abgebrochenen Säule auf einem rechteckigen Sockelquader. |         | 11556 DDB  |
| Bild gesucht BW                       | Wirtschaftsgebäude                    | Fürther Straße 41 LageFlur: 13, Flurstück: 6                         | Längliches massives Sandsteingebäude mit Ställen, Scheuer, Keller und Tanzsaal. Das Gebäude wurde zwischen 1824 und 1897 in mehreren Abschnitten errichtet. Die Hofreite, deren Teil es ist, war wohl einst eine Mühle der Grafen von Erbach-Fürstenau, später war das Hofgut im Besitz des Grafen von Bergheim. Im Hofgut befinden sich auch noch einige als Sachteile zum Kulturdenkmal zählende kleinere Objekte, nämlich eine Inschriftenplatte von 1608 mit der Haue als Müllerzeichen und ein weiterer Reliefstein, die beide beim Haus als Bodenplatten verlegt sind, sowie ein Laufbrunnen mit rundem Brunnenstock. |         | 11554 DDB  |
| Steinerner Tisch                      | Steinerner Tisch                      | Hirschhaag LageFlur: 18, Flurstück: 10                               | Der aus zwei Sandsteinplatten konstruierte steinerne Tisch diente als Rastplatz für die Jagdgesellschaften der Grafen von Erbach und wurde im 18. oder 19. Jahrhundert aufgestellt. |         | 11559 DDB  |
| Bild gesucht BW                       | Sachteil: Hausstein                   | Ringstraße 26 LageFlur: 15, Flurstück: 57                            | Hausstein mit der Inschrift 1793 Erbaut J. Adam Hoerr und Catari Elisabeda diesen Bau an der Scheune des Anwesens. Das gut erhaltene Objekt zählt zu den wenigen Zeugnissen im Ort aus der Zeit vor 1800. | 1793    | 11555 DDB  |
| „Abgelöst“-Steine                     | „Abgelöst“-Steine                     | Streitbach (an der Grenze nach Weschnitz) LageFlur: 19, Flurstück: 1 | Eine Reihe alter Grenzsteine nordwestlich von Hiltersklingen an der Grenze nach Weschnitz, mit dem Wappen der Kurpfalz. Nachdem Hiltersklingen 1623 bzw. 1650 an Kurmainz fiel, wurde auf die Steine die Jahreszahl 1650, ein Mainzer Rad und das Wort „Abgelöst“ eingehauen. |         | 11558 DDB  |
| Gedenkstein für Freiherr von Wedekind | Gedenkstein für Freiherr von Wedekind | Unter der Hard LageFlur: 14, Flurstück: 31                           | Der als Obelisk ausgebildete Gedenkstein für Georg Wilhelm von Wedekind (1796–1856) wurde in dessen Todesjahr am Rand der Siegfriedstraße aufgestellt. |         | 11557 DDB  |

### Hüttenthal
| Bild            | Bezeichnung                                 | Lage                                                   | Beschreibung | Bauzeit  | Objekt-Nr. |
| --------------- | ------------------------------------------- | ------------------------------------------------------ | --- | -------- | ---------- |
| weitere Bilder  | Lindelbrunnen                               | Linnel LageFlur: 13, Flurstück: 8                      | Der nördlich von Hüttenthal gelegene Lindelbrunnen wurde bereits 795 erstmals erwähnt und kommt wie ein Brunnen in Gras-Ellenbach als möglicher Schauplatz der Siegfriedsage in Betracht. Die Quellfassung wurde 1883 und 1974 erneuert, wovon eine Bronzeplatte kündet. |          | 11565 DDB  |
| Bild gesucht BW | Tagelöhnerhaus                              | Molkereiweg 7 LageFlur: 2, Flurstück: 3                | Gestelztes einstöckiges Fachwerkhaus auf hohem Bruchsteinsockel mit gewölbtem Keller. Das Gebäude befindet sich in Hanglage, seitlich führt eine Außentreppe zum Eingang an der Giebelseite. Das Gebäude gehört zum benachbarten Hofgut Molkereiweg 9 und ist am Eckständer datiert 1808. Ein neben dem Haus befindlicher Sauerkrautständer trägt ein Hauszeichen sowie die Jahreszahl 1759.                                                                                  | 1808     | 11561 DDB  |
| Bild gesucht BW | Sachteile: Inschriftenstein und Laufbrunnen | Molkereiweg 9 LageFlur: 2, Flurstück: 4                | Das Anwesen im Molkereiweg 9 ist ein bedeutender Hubenhof, dessen Gebäude im 19. und 20. Jahrhundert erneuert wurden. Einige Fragmente stammen noch von früheren Gebäuden. An der Ostseite des Wohnhauses vermauert sind ein Schlussstein von einem Kellerportal mit der Datierung 1658 sowie ein Quader mit der Datierung 1760 (?). Der Brunnen im Hof ist datiert 1841 und weist als Schmuck ein Sonnenrad auf, der Brunnenstock ist Teil der Pfosteneinfriedung des Hofes. |          | 11562 DDB  |
| Bild gesucht BW | Hofgut                                      | Obere Siegfriedstraße 17 LageFlur: 14, Flurstück: 13   | Erweiterter Vierseithof, der nach Mustervorlagen des Landwirtschaftlichen Vereins in Hessen erbaut wurde. Die Gebäude sind massiv aus Sandstein erbaut und um einen rechteckigen Hof gruppiert. Das zweistöckige Wohnhaus auf hohem, 1870 datierten Kellersockel weist an der Traufseite eine Freitreppe zum Portal mit profilierten Hausteingewänden auf und ist von einem Satteldach bedeckt. Die Musteranlage ist qualitätvoll ausgeführt und nahezu original erhalten.    | 19. Jhd. | 11564 DDB  |
| Wegweiserstein  | Wegweiserstein                              | Untere Siegfriedstraße LageFlur: 1, Flurstück: 59      | Rechteckiger Sandsteinpfeiler an der Kreuzung von Siegfried- und Mossauer Straße. Inschriften weisen den Weg und nennen die Entfernungen: Nach Beerfelden 9,1 km, Erbach 10,1 km, nach Fürth 10,1 km und nach Mossau. | 19. Jhd. | 11569 DDB  |
| Hofgut          | Hofgut                                      | Untere Siegfriedstraße 10 LageFlur: 9, Flurstück: 29/1 | Großes Hofgut in ortsbildprägender Lage. Das Wohnhaus ist ein zweistöckiger verschindelter Fachwerkbau auf hohem Quadersockel, mit zweiläufiger Freitreppe, bedeckt von einem Krüppelwalmdach. Das Gebäude ist am Kellerportal datiert 1817. Die ebenfalls denkmalgeschützte Hofeinfahrt folgt Mustervorlagen, wie sie auch beim Hof im Molkereiweg 9 angewendet wurden. | 1817     | 11563 DDB  |

### Ober-Mossau
| Bild                                                 | Bezeichnung                                          | Lage                                                                                   | Beschreibung | Bauzeit  | Objekt-Nr. |
| ---------------------------------------------------- | ---------------------------------------------------- | -------------------------------------------------------------------------------------- | --- | -------- | ---------- |
| Mossauer Bild                                        | „Mossauer Bild“                                      | Am Bild LageFlur: 5, Flurstück: 3                                                      | Gotischer Bildstock auf einem Schaft mit gefasten Kanten, das leere Gehäuse weist seitlich maßwerkgeschmückte Blendbögen auf. Am oberen Ende des Schafts ist ein mutmaßliches Stifterwappen mit Hammer und Zange eingearbeitet. Der Stifter war wahrscheinlich ein Hammerschmied, so dass der Bildstock außer von der Volksfrömmigkeit auch vom einst in der Umgebung betriebenen Erzabbau kündet. |          | 11576 DDB  |
| Gedenkstein für Graf Erasmus zu Erbach-Erbach        | Gedenkstein für Graf Erasmus zu Erbach-Erbach        | Auf dem Lärmfeuer LageFlur: 5, Flurstück: 16/1                                         | Behauener, oben abgerundeter Sandsteinquader mit ovalem und bekrönten Erbacher Wappen mit Umschrift OMNIA CUM DEO ET NIHIL SINE EO sowie den Lebensdaten des Grafen Erasmus zu Erbach-Erbach (1883–1920). |          | 11578 DDB  |
| Gedenkstein für Graf Georg Albrecht zu Erbach-Erbach | Gedenkstein für Graf Georg Albrecht zu Erbach-Erbach | Auf dem Viertel Auf der Hohl („Schmucker-Hohl“ am Stutz) LageFlur: 4, Flurstück: 15/27 | Granitblock mit vertieft eingelassener Bronzetafel mit der Inschrift Hier verschied plötzlich am 19. 4. 1915 auf der Auerhahnjagd mein lieber Mann Georg Albrecht Graf zu Erbach-Erbach. Erika. |          | 11579 DDB  |
| Bild gesucht BW                                      | Wohnhaus                                             | Hauptstraße 12 LageFlur: 1, Flurstück: 36/2                                            | Einstöckiges Fachwerkwohnhaus auf Bruchsteinsockel, bedeckt von einem Satteldach, mit großem verschindelten mittigen Zwerchhaus, das auf Pfosten über dem Eingangsbereich vorkragt. Das Wohnhaus eines Hubenhofes wurde nach einem Brand von 1892 neu erbaut, wobei die traditionelle Bauweise aufgegriffen und mit damals zeitgemäßen Ankzenten wie einem angedeuteten Schweizergiebel angereichert wurde. | 1892/98  | 11571 DDB  |
| weitere Bilder                                       | Neesstein                                            | Hoschbach LageFlur: 13, Flurstück: 4                                                   | Abgerundet behauener Sandsteinquader mit der Inschrift Hier sollte der Gräfliche Wildmeister Ernst Nees von mehreren Wilderern erschossen werden, im Jahr 1836, wobei er jedoch nur das linke Aug verlohr. |          | 11577 DDB  |
| weitere Bilder                                       | Evangelische Pfarrkirche                             | Kirchstraße 10, Im Ort LageFlur: 9, Flurstück: 83/4, 86/6, 87/1                        | Die Kirche wurde 1253 erstmals erwähnt und war einst Sitz einer Johanniterkommende, die großen Besitz in den umliegenden Orten hatte. Der Johanniterorden zog zur Zeit der Reformation ab und die Kirche wurde evangelisch. Die Pfarrei wurde 1557 aufgelöst und erst 1849 wieder eingerichtet. Die Kirche stammt im Kern aus der Zeit der frühen Gotik, das Langhaus wurde 1501 verbreitert und erhielt dabei seine heutigen Portale, der Turmhelm wurde im 19. Jahrhundert erhöht. Im Kreuzrippengewölbe des Chorturms haben sich Malereien aus dem 15. Jahrhundert erhalten. Zu weiteren historischen Ausstattung zählen eine 1981 aufgefundene frühgotische Grabplatte, die Orgel von 1866 sowie das Fragment eines Steinkreuzes („Spinnmädchenkreuz“), das einst an der Straße zur Spreng stand. An der historischen Kirchhofmauer sind zwei zopfige Grabsteine von 1778/79 erhalten. |          | 11572 DDB  |
| Ehemalige Schule                                     | Ehemalige Schule                                     | Kirchstraße 11 LageFlur: 8, Flurstück: 45/3                                            | Giebelständiger zweigeschossiger Bau, dessen Sockel und Erdgeschoss massiv aus Sandsteinquadern gemauert sind, während das Obergeschoss in verschindeltem Fachwerk errichtet wurde. Das Haus ist von einem Krüppelwalmdach bedeckt. An die rechte Traufseite befindet sich ein weit ausladender Risalit für das Treppenhaus, in dessen Winkel zur Straße hin eine massive geschlossene Loggia eingezogen ist. Der wohl kurz nach 1900 errichtete Bau lehnt sich an ländliche Baugewohnheiten an und ähnelt den Schulhäusern in Birkert, Wallbach und Ober-Ostern. | um 1900  | 11573 DDB  |
| Koeblerstein                                         | Koeblerstein (Kreuzstein)                            | Schenkenholz (Forst Reichenberg) LageFlur: 10, Flurstück: 11                           | Behauener Sandsteinquader mit erhabenem Kreuz auf der Oberseite und seitlicher Inschrift mit Namen und Lebensdaten von I. L. Koebler, der als gräflicher Jagdbeamter beruflicher Unredlichkeiten bezichtigt wurde und sich an dieser Stelle am 26. November 1862 das Leben nahm. |          | 11574 DDB  |
| Steintisch                                           | Steintisch                                           | Teufelsfeld LageFlur: 11, Flurstück: 7/1                                               | Tisch aus steinernem Sockel und monolither Steinplatte, der wohl wie ähnliche Steintische in der Umgebung im frühen 19. Jahrhundert als Rastplatz für gräfliche Jagdgesellschaften errichtet wurde. | 19. Jhd. | 11575 DDB  |